# Ivan Cotroneo
Ivan Cotroneo (ur. 21 lutego 1968) – włoski scenarzysta filmowy.

## Wybrana filmografia

### Scenariusze filmowe
- 2008: Pinokio – opowieść o chłopcu z drewna
- 2009: Jestem miłością
- 2010: Mine vaganti. O miłości i makaronach